# Gado em religião
O gado é considerado sagrado em várias religiões, como o hinduísmo, jainismo, e zoroastrismo. Religiões anteriores ao Antigo Egito, Grécia Antiga e Roma Antiga também tinham crenças similares. Em algumas regiões, especialmente alguns estados da Índia, o abate de bovinos é proibido e sua carne pode ser um tabu.

## Hinduísmo

### Origens

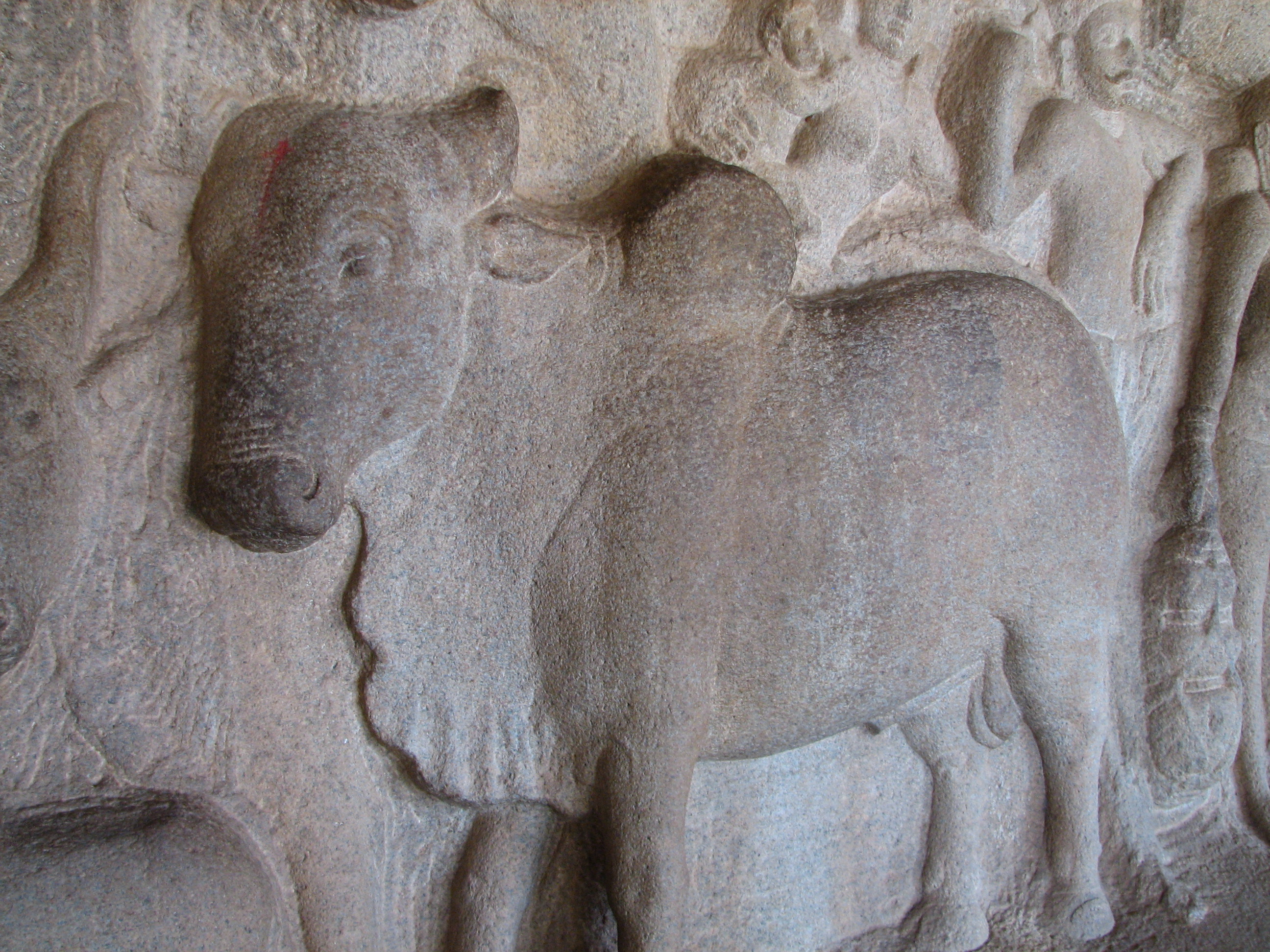
Baixo-relevo em Mamallapuram

A vaca tem sido um símbolo de riqueza desde os tempos antigos. No entanto, não eram tão invioláveis e reverenciadas da mesma forma que são hoje.
A vaca foi possivelmente reverenciado porque os Hindus dependiam delas para consumo de leite e derivados, para lavrar os campos e por seu esterco, fonte de combustível e fertilizante. Assim, o status da vaca como zeladora a levou a ser identificada como uma figura quase maternal (daí o termo gau mata). Nos dias antigos o gado era limitado a poucas pessoas afortunadas, as vacas eram valorizada como o ouro ou dinheiro. Além disso, tem sido sugerido pelo autor e orador Terence McKenna que o reverência religiosa para a vaca é o resultado da associação precoce da humanidade ao cogumelo psilocibina com isto, assim esta associação se desenvolveu como resultado da descoberta do referido cogumelos em excremento do animal.
O hinduísmo é baseado no conceito da onipresença do Divino, e a presença de alma em todas as criaturas, incluindo os bovinos. Assim, por essa definição, matar qualquer animal seria um pecado: um estaria obstruindo o ciclo natural do nascimento e morte dessa criatura, e a criatura teria de renascer na mesma forma por causa de sua morte não natural. Krishna, uma das encarnações do deus na mitologia Hindu (Avatar), cuida de vacas. A vaca e o touro representam o símbolo da Dharma, a reverência para as vacas e touros são os principais textos da religião védica.
No sul da Índia e algumas partes do Sri Lanka, o festival do gado é comemorado e chama-se Mattu Pongal.